# Liste von Erhebungen in Lettland
Dies ist eine Auflistung von Erhebungen in Lettland.
| Hügel      | Höhe  | Anmerkungen |
| ---------- | ----- | ----------- |
| Gaising    | 311,4 | [ 1 ]       |
| Sirdskalns | 296,8 | [ 2 ]       |
| Abrienas   | 295,8 | [ 3 ]       |